# بوراک اویگور
بوراک اویگور (انگلیسی: Burak Uygur؛ متولد ۱۴ آوریل ۱۹۹۵) کاراته کا اهل ترکیه است که هم قهرمانی اروپا و هم قهرمانی بازی‌های اروپایی را بدست آورده و در کومیته ۶۷ کیلوگرم رقابت می‌کند. او عضو İstanbul Büyükşehir Belediyesi SK است.

## دستاوردها
۲۰۱۵

- طلا بازیهای اروپایی – ۱۳ ژوئن، باکو، آذربایجان – کومیته ۶۷ کیلوگرم[۱]
- نقره بازیهای قهرمانی اروپا – ۱۹ مارس، استانبول، ترکیه – کومیته ۶۷ کیلوگرم[۳]

۲۰۱۷

- طلا بازیهای قهرمانی اروپا – ۶ می، ازمیت، ترکیه – کومیته ۶۷ کیلوگرم[۴]